# Егерева, Юлия Александровна
Юлия Александровна Егерева (Маленик) (род. 26 сентября 1986, Днепропетровск, Днепропетровская область, Украинская ССР, СССР) — российская актриса кино и театра и кинопродюсер. Директор и генеральный продюсер кинокомпании «КиноДжет». Продюсер и исполнительница главной роли фильма «УничтоЖанна». В 2022 году получила награду за главную женскую роль в веб-сериале «УничтоЖанна» в Италии на «Apulia Film Festival», в том же году получила награду, как «восходящая свезла кино» на фестивале в области сериалов — «Bilbao Seriesland Film Festival». Также актриса участвовала в съёмках сериала «Глухарь» и комедийного фильма «Кухня в Париже», в последнем её партнёрами по площадке стали Дмитрий Назаров и Елена Подкаминская.

## Биография
Родилась 26 сентября 1986 года в Днепропетровске. С раннего детства увлеклась творчеством, а также актёрским искусством. Параллельно с учёбой в школе она погружалась в мир театра, танцев и режиссуры, посещая различные кружки. Во время учёбы в средней школе, Юлия начала увлекаться также модельным бизнесом, и затем она переехала с семьёй в Москву.
Перед этим она также успела отучиться на маркетолога в Украинском государственном химико-технологическом университете. В Москве она поступает в Московским государственный лингвистический университет имени Мориса Тореза, и параллельно обучается в Высшей Школе Останкино. Во время учебы она вела разные мероприятия, такие как концерты в Колонном зале Дома союзов, и даже работала ведущей на канале М1. После окончания обучения, она поступает в Высшее Театральное училище им. Б. Щукина, а затем и в Киношколу им. Александра Митты и в Московскую Школу Кино. Затем она обучается и берёт курсы в Школе-студии МХАТ под руководством Алексея Неклюдова и Игоря Золотовицкого, и в котором получает первые навыки киноактрисы и начало съёмок в различных проектах.
Впервые Юлия снялась в фильме «2-Асса-2» Сергея Соловьева, который являлся продолжением фильма «Асса». Несмотря на неоднозначные отзывы критиков, картина стала значимым событием в российском кинематографе. В фильме снялись актеры: Татьяна Друбич, Екатерина Волкова, Сергей Маковецкий и Сергей Шнуров.
Чуть позднее она начала сниматься сериалах, таких как: «Глухарь», «Реальные пацаны, «90-е. Весело и громко». В 2019 году основала кинокомпанию «КиноДжет», и под её руководством были созданы такие проекты, как «Шаг в пустоту» и «Эта любовь». В 2023 году она участвовала в съёмках сериала СССР», режиссером которого стал Алексей Рудаков, и в котором она сыграла проститутку Юлю, разделив площадку с Ильей Малаковым, Филиппом Бледным, Аглаей Шиловской, Анастасией Уколовой.

## Награды и премии
- «Apulia Film Festival»[12]
- «Bilbao Seriesland Film Festival»[27]
- «Toronto Independent Festival of CIFT 2021»[28]
- «Moscow Russia International Film Festival 2021»[29]
- «Международный Кинофестиваль 2021»
- «Paris International Shot Film Festival 2022»
- «Actress Universe 2022»[30]

## Фильмография

#### Роли в кино
| Год  |   | Название                                    | Роль                     |
| ---- | - | ------------------------------------------- | ------------------------ |
| 2009 | ф | АССА-2                                      | Жена Бабакина            |
| 2009 | ф | Гламур                                      | Имя персонажа не указано |
| 2010 | ф | Глухарь-1                                   | Имя персонажа не указано |
| 2015 | с | Москва.Три Вокзала                          | Главная роль             |
| 2015 | с | Кухня в Париже                              | Имя персонажа не указано |
| 2017 | с | Не Вместе                                   | Женя                     |
| 2018 | с | Реальные Пацаны                             | Имя персонажа не указано |
| 2019 | с | Весело и Громко                             | Инесса                   |
| 2020 | с | Погнали!                                    | Имя персонажа не указано |
| 2020 | с | СССР                                        | Имя персонажа не указано |
| 2020 | с | Пробую в тысячный раз или еще одна ннеудача | Продюсер                 |
| 2020 | ф | Черновик                                    | Жена                     |
| 2020 | ф | Будущее, я люблю тебя                       | Ксения                   |
| 2021 | с | Убить босса                                 | Секретарь                |
| 2021 | с | Уличное правосудие                          | Лиля                     |
| 2021 | ф | Ещё Один День                               | Жанна                    |
| 2021 | ф | УничтоЖанна                                 | Жанна                    |
| 2021 | ф | Готовы на всё                               | Администратор клуба      |
| 2022 | ф | Детективное агентство Мухича                | Светлана                 |
| 2022 | ф | Шаг в Пустоту                               | Анна                     |
| 2023 | ф | Любовь морковь-4                            | Имя персонажа не указано |
| 2024 | ф | УничтоЖанна                                 | Жанна (главная)          |

#### Как продюсер
| Год  | Название      |  |
| ---- | ------------- |  |
| 2021 | Ещё один день |  |
| 2021 | УничтоЖанна   |  |
| 2022 | Шаг в Пустоту |  |
| 2023 | Эта Любовь    |  |
| 2024 | УничтоЖанна   |  |
| 2024 | Я не Стар     |  |

#### Роли в театре
- 2015 — «Ретро»
- 2016 (2016) — «Солдат и Птицы»
- 2017 — «Сделано в СССР»
- 2018 — «Держи меня крепко»
- 2018 — «Товарищ Память»
- 2018 — «Чужая Тень»
- 2019 (2022) — «Фантазии Фарятьева»
- 2023 — «Захочешь Замуж-Запоешь»